# Miasta w Holandii
Według danych oficjalnych pochodzących z 2012 roku Holandia posiadała ponad 130 miast. Stolica kraju Amsterdam oraz miasta Rotterdam i Haga liczą ponad pół miliona mieszkańców; 24 miasta z ludnością 100÷500 tys.; 11 miast z ludnością 50÷100 tys., 46 miast z ludnością 25÷50 tys. oraz reszta miast poniżej 25 tys. mieszkańców.

## Największe miasta w Holandii
Największe miasta w Holandii według liczebności mieszkańców (stan na 08.04.2025)

| L.p. | Miasto               | Prowincja           | Liczba ludności |
| ---- | -------------------- | ------------------- | --------------- |
| 1.   | Amsterdam            | Holandia Północna   | 934 526         |
| 2.   | Rotterdam            | Holandia Południowa | 672 960         |
| 3.   | Haga ('s-Gravenhage) | Holandia Południowa | 568 945         |
| 4.   | Utrecht              | Utrecht             | 376 757         |
| 5.   | Eindhoven            | Brabancja Północna  | 249 035         |
| 6.   | Groningen            | Groningen           | 244 441         |
| 7.   | Tilburg              | Brabancja Północna  | 230 357         |
| 8.   | Almere               | Flevoland           | 229 574         |
| 9.   | Nijmegen             | Geldria             | 189 007         |
| 10.  | Breda                | Brabancja Północna  | 188 779         |

## Miasta Holandii według prowincji

### Brabancja Północna
- Oosterhout
- Teteringen
- Etten-Leur
- Bergeijk
- Bergen op Zoom
- Breda
- ’s-Hertogenbosch
- Eindhoven
- Helmond
- Oss
- Roosendaal
- Tilburg
- Waalwijk

### Drenthe
- Assen
- Coevorden
- Emmen
- Hoogeveen
- Meppel

### Flevoland
- Almere
- Dronten
- Emmeloord (mun. Noordoostpolder)
- Lelystad
- Urk

### Fryzja
- Drachten (mun. Smallingerland)
- Harlingen
- Heerenveen
- Leeuwarden
- Sneek

### Geldria
- Apeldoorn
- Arnhem
- Buren
- Culemborg
- Doetinchem
- Ede
- Groenlo
- Harderwijk
- Hattem
- Huissen
- Nijkerk
- Nijmegen
- Tiel
- Wageningen
- Winterswijk
- Zaltbommel
- Zutphen

### Groningen
- Appingedam
- Delfzijl
- Groningen

### Holandia Południowa
- Alphen aan den Rijn
- Benthuizen
- Boskoop
- Delft
- De Zilk
- Dordrecht
- Gouda
- Haga ('s-Gravenhage)
- Hoek van Holland
- Leiden
- Leidschendam
- Leiderdorp
- Lisse
- Katwijk
- Maasdijk
- Maasluis
- Noordwijk
- Noordwijkerhout
- Nootdorp
- Oegstgeest
- Pijnacker
- Rijnsburg
- Rotterdam
- Sassenheim
- Schiedam
- Vlaardingen
- Voorschoten
- Wassenaar
- Zoetermeer
- Zoeterwoude

### Holandia Północna
- Aalsmeer
- Alkmaar
- Amstelveen
- Amsterdam
- Badhoevedorp
- Beemster
- Bergen
- Beverwijk
- Blaricum
- Bloemendaal
- Bussum
- Castricum
- Den Helder
- Diemen
- Drechterland
- Edam
- Enkhuizen
- Haarlem
- Heemskerk
- Heemstede
- Heiloo
- Hilversum
- Hoofddorp (mun. Haarlemmermeer)
- Hoorn
- Huizen
- Langedijk
- Laren
- Medemblik
- Muiden
- Oostzaan
- Opmeer
- Ouder Amstel
- Purmerend
- Schermer
- Uitgeest
- Velsen
- Waterland
- Wormerland
- Zaandam
- Zandvoort

### Limburgia
- Geleen
- Heerlen
- Kerkrade
- Maastricht
- Roermond
- Sittard
- Valkenburg aan de Geul
- Venlo
- Weert
- Venray

### Overijssel
- Almelo
- Deventer
- Enschede
- Hengelo
- Oldenzaal
- Steenwijk
- Zwolle

### Utrecht
- Amersfoort
- Nieuwegein
- Utrecht
- Woerden
- Zeist

### Zelandia
- Hulst
- Middelburg
- Schouwen-Duiveland
- Terneuzen
- Vlissingen

## Miasta w Holandii alfabetycznie

### A
Aalsmeer -- Aalten -- Aarlanderveen - Abbenbroek -- Abbenes -- Abcoude -- Achthuizen -- Acquoy -- Aerdenhout -- Afferden (Gelderland) -- Afferden (Limburg) -- Alblasserdam -- Alkmaar -- Almelo -- Alphen aan den Rijn -- Ameide --  Amersfoort -- Ammerzoden -- Amsterdam -- Andel -- Andijk -- Anna Paulowna -- Ankeveen -- Anloo -- Apeldoorn -- Appelscha -- Appingedam -- Arcen -- Arnhem -- Asperen -- Assen -- Axel -- Azewijn

### B
Baarle-Nassau -- Baarlo -- Baarn -- Barendrecht -- Batenburg -- Bathmen -- Bedum -- Beek -- Beesd -- Beilen -- Belfeld -- Bemmel -- Bergen -- Bergen op Zoom -- Bergeijk -- Beuningen -- Beusichem -- Beverwijk -- Biervliet -- De Bilt -- Bilthoven -- Blaricum -- Bodegraven -- Borculo -- Borger -- Born -- Borne -- Borsele -- Boskoop -- Bourtange -- Boxmeer -- Boxtel -- Breda -- Breezand -- Breskens -- Brielle -- Bronkhorst -- Brummen -- Bunnik -- Bunschoten-Spakenburg -- Buren -- Buurse

### C
Cadier en Keer -- Cadzand -- Castricum -- Alphen-Chaam -- Cothen -- Creil -- Cuijk -- Culemborg

### D
Dalen -- Dalfsen -- Deil -- Delden -- Delft -- Delfzijl -- Den Bosch -- Den Dolder -- Den Dungen -- Den Haag -- Den Helder -- Deurne -- Deventer -- Didam -- Dieren -- Diessen -- Diever -- Doesburg -- Doetinchem -- Dokkum -- Dongen -- Doornspijk -- Doorwerth -- Dordrecht -- Drachten -- Drechtsteden -- Dreumel -- Driel -- Dronten -- Drouwen -- Drunen -- Druten -- Duiven -- Duivendrecht -- Durgerdam -- Dussen -- Dwingeloo

### E
Echt-Susteren -- Edam -- Ede -- Eefde und Gorssel -- Een -- Eerbeek -- Eersel -- Egmond -- Eibergen -- Eijsden -- Eindhoven -- Elburg -- Elsloo -- Elst (Gelderland) -- Elst (Utrecht) -- Emmeloord -- Emmen -- Ens -- Enschede -- Epe -- Epen -- Erp -- Ermelo -- Est -- Etten -- Etten-Leur -- Everdingen -- Ewijk -- Ezinge

### F
Franeker -- Fijnaart

### G
Gaanderen -- Geldermalsen -- Geleen -- Geertruidenberg -- Gendringen -- Gendt -- Gennep -- Gieten -- Giethoorn -- Goirle -- Goor -- Gorinchem -- Gouda -- Graft-De Rijp -- Grave -- 's-Gravendeel -- 's-Gravenhage -- Grevenbicht -- Groesbeek -- Groessen -- Groningen -- Grubbenvorst -- Gulpen-Wittem

### H
Den Haag -- Haaften -- Haaksbergen -- Haalderen -- Haarlem -- Haastrecht -- Halfweg -- 't Harde -- Harderwijk -- Haren -- Harlingen -- Hasselt -- Hattem -- Heemstede -- Heerde -- Heerenveen -- Heerlen --  Helden -- Hellevoetsluis -- Helmond -- Hendrik-Ido-Ambacht -- Hengelo (Gelderland) -- Hengelo (Overijssel) -- ’s-Hertogenbosch -- Herveld -- Heteren -- Heukelum -- Hierden -- Heuvelrug -- Hillegom -- Hilvarenbeek -- Hilversum -- Hoedekenskerke -- Hoek van Holland -- Hof van Twente -- Hoevelaken -- Hoofddorp -- Hoogeveen -- Hoorn -- Hoorn (Terschelling) -- Horn -- Horst aan de Maas -- Huissen -- Huizen -- Hulshorst

### I
IJlst -- IJmuiden -- IJsselstein -- IJzendijke -- Ingen -- Irnsum -- Itteren

### J
Jaarsveld -- Jabeek -- Jisp -- Joure

### K
Katwijk -- Kekerdom -- Kerk-Avezaath -- Kerkrade -- Kessel -- Kesteren -- Kinderdijk -- Klaaswaal -- Klundert -- Knegsel -- Krabbendijke -- Kraggenburg -- Kruisweg (Groningen) -- Kudelstaart -- Kuinre -- Kwintsheul

### L
Laren (Gelderland) -- Laren (Nordholland) -- Leerdam -- Leeuwarden -- Leiden -- Leiderdorp -- Leidschendam-Voorburg -- Lekkerkerk -- Lelystad -- Lemmer -- Leusden -- Lexmond -- Lichtenvoorde -- Lienden -- De Lier -- Lierop -- Liessel -- Linschoten -- Lisse -- Lith -- Loenen -- Lopik -- Lottum -- Luttelgeest

### M
Maarssen -- Maassluis -- Maasbracht -- Maasbree -- Maasland -- Maastricht -- Margraten --  Marknesse -- Marum -- Medemblik -- Meerssen -- Megen -- Melick -- Meppel -- Middelburg -- Middelharnis - Mierlo -- Mill -- Moergestel -- Moerkapelle -- Monnickendam -- Monster --  Montfoort -- Montfort -- Mook -- Muiden -- Musselkanaal

### N
Naaldwijk -- Naarden -- Nagele -- Neck -- Nederhorst den Berg -- Neer -- Neerijnen -- Neeritter -- Nes (Ameland) -- Nes aan de Amstel -- Netterden -- Nieuwerkerk aan de IJssel -- Nieuwegein -- Nigtevecht -- Nijkerk -- Nijverdal -- Nijmegen- Noorbeek -- Noordwijk -- Noordwijkerhout -- Nootdorp -- Norg -- Nuenen -- Numansdorp -- Nuth

### O
Obbicht -- Ochten -- Odijk -- Odoorn -- Oeffelt -- Oirschot -- Oisterwijk -- Oldenzaal -- Olst -- Ommen -- Onstwedde -- Ooltgensplaat -- Oostburg -- Oosterbeek --  Oosterwolde -- Oostvoorne -- Oost Gelre -- Ootmarsum -- Oploo -- Opheusden -- Otterlo -- Oud Beijerland -- Oude Tonge -- Overloon

### P
Petten -- Piershil -- Poeldijk -- Poortugaal -- Posterholt -- Puiflijk -- Putte -- Putten -- Puttershoek

### R
Raalte -- Ravenstein -- Renesse -- Renswoude -- Reusel -- Reuver -- Rheden -- Rhenen -- Rhoon -- Rijsbergen -- Rijssen -- Rijswijk (Zuid-Holland) -- Rijswijk (Gelderland) -- Rilland -- Rockanje --Roden -- Roermond -- Rolde -- Roosendaal -- Roosteren -- Rotterdam -- Rucphen -- Ruinen -- Ruurlo

### S
Saaksum -- Sambeek -- Sas van Gent -- Sassenheim -- Sauwerd -- Schagen -- Schaijk -- Scherpenzeel -- Schinveld--Schiedam -- Schijndel -- Sint-Michielsgestel -- Sittard -- Slenaken -- Sliedrecht -- Sloten -- Sluis -- Sneek -- Soerendonk -- Soest -- Someren -- Sommelsdijk - Spaarnwoude -- Spaubeek -- Stadskanaal -- Stavoren -- Steenbergen -- Steenwijk -- Stein -- Stellendam -- Stiens -- Stolwijk -- Stompwijk -- Streefkerk -- Strijen -- Susteren -- Swalmen -- Swifterbant

### T
Tegelen -- Ter Apel -- Terneuzen -- Tholen -- Thorn -- Tiel -- Tilburg -- Tinte -- Tilligte -- Tollebeek -- Tubbergen -- Tynaarlo -- Tzum -- Tzummarum

### U
Ubbergen -- Uden -- Uffelte -- Uitgeest -- Uithoorn -- Urk -- Urmond -- Utrecht

### V
Vaals -- Vaassen -- Valkenburg aan de Geul -- Valkenburg (Zuid-Holland) -- Valkenswaard -- Valthe -- Varik -- Varsseveld -- Vasse -- Veen -- Veenendaal -- Veere -- Veghel -- Veldhoven -- Velp -- Venlo -- Vianen (Utrecht) -- Vianen (Noord-Brabant) -- Vierhouten -- Vlagtwedde -- Vlodrop -- Volendam -- Vollenhove -- Voorhout -- Voorschoten -- Voorst -- Voorthuizen -- Vorden -- Vreeland -- Vrouwenpolder -- Vught -- Vuren

### W
Waalwijk -- Waddinxveen --Wageningen -- Warmond -- Waspik -- Weerselo -- Weert -- Weesp -- Westerbork -- Westkapelle -- Wezep -- Wierden -- Wijdenes -- Wijchen -- Wijhe -- Wijk aan Zee -- Wijk bij Duurstede -- Wijlre -- Wijster -- Winschoten -- Winsum -- Winterswijk --  Wolvega -- Wommels -- Wormerveer -- Woubrugge -- Woudenberg -- Wouw

### Y
Yde -- Yerseke

### Z
Zaandam -- Zaandijk -- Zaanstad -- Zandvoort -- Zeddam -- Zeegse -- Zeeland -- Zeewolde -- Zeist -- Zelhem -- Zierikzee -- Zoelen -- Zoetermeer -- Zoeterwoude -- Zoutelande -- Zoutkamp -- Zuidbroek -- Zuidhorn -- Zuidland -- Zundert -- Zutphen -- Zwammerdam -- Zwartsluis -- Zweeloo -- Zwijndrecht -- Zwolle